# Patrick van Mil

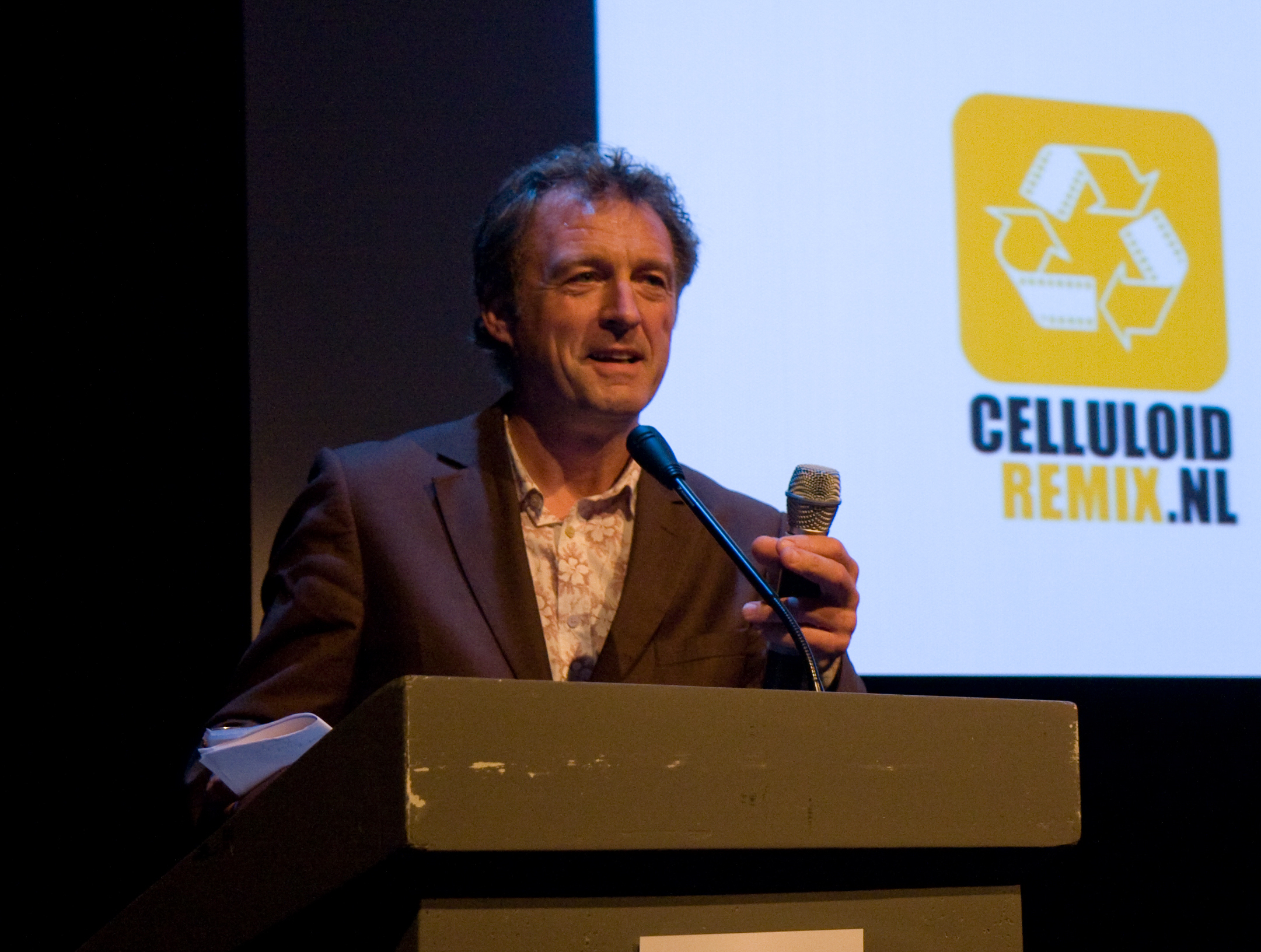
Patrick van Mil op het International Film Festival Rotterdam in 2009

Patrick van Mil (Utrecht, 12 februari 1958) is een Nederlands museumdirecteur en voormalig televisiepresentator.
Van 1990 tot en met 1996 presenteerde Van Mil diverse programma's voor de NCRV. Tot de bekendste programma's behoren Service Salon, dat hij in 1992 presenteerde, en De Rijdende Rechter, waarvan hij de eerste twee seizoenen (in 1995 en 1996) voor zijn rekening nam. Ook was hij enige tijd eindredacteur van het discussieprogramma Rondom Tien.
Voor en na zijn televisiecarrière werkte Van Mil voor verschillende culturele instellingen. In 2010 werd hij zakelijk directeur van het Stedelijk Museum in Amsterdam. Deze functie zou hij tot 2012 vervullen. In 2013 werd Van Mil directeur van museum Prinsenhof in Delft. Op 1 december 2016 trad Van Mil aan als directeur-bestuurder van het Stedelijk Museum Alkmaar waar hij tot 1 september 2024 werkzaam was.